# SN 1997L
SN 1997L – supernowa typu Ia odkryta 5 stycznia 1997 roku w galaktyce A082157+0353. Jej maksymalna jasność wynosiła 22,93m.